# سویا نورن
سویا نورن (انگلیسی: Svea Norén; ۵ اکتبر ۱۸۹۵ – ۹ مهٔ ۱۹۸۵) اسکیت‌باز نمایشی اهل سوئد بود.